# Keith (film)
Pour les articles homonymes, voir Keith.
Pour plus de détails, voir Fiche technique et Distribution.
Keith est un film américain réalisé par Todd Kessler (en) en 2008. Il est sorti aux États-Unis le 13 septembre 2008. Le scénario a été écrit par Todd Kessler et David Zabel (en) à partir d'une courte histoire nommée The Hotel Eden, écrite par Ron Carlson. La musique a été écrite par Tree Adams.

## Synopsis
Le film raconte l'histoire d'une jeune lycéenne de 17 ans nommée Natalie. Sa vie est déjà tracée : élève modèle, elle ira à Duke pour suivre des cours intensifs de tennis. Elle est jolie, intelligente, heureuse en amour et réussit tout ce qu'elle entreprend. Mais lorsqu'elle rencontre Keith, tous ses plans vont être bouleversés. Plus rien n'a de sens. Le garçon l'intrigue, il semble n'avoir rien à perdre et n'en fait qu'à sa tête. Natalie, la jeune fille épanouie et rangée va le suivre dans des expériences délirantes et décalées afin de découvrir son secret. « Le ciel est sans limite ».

## Fiche technique
- Titre original : Keith
- Réalisation : Todd Kessler
- Scénario : David Zabel, Todd Kessler
- Décors : Bryan Venegas
- Costumes : Rachel Sage Kunin
- Photographie : Darko Suvak
- Montage : Christopher Kroll, Cara Silverman
- Casting : Nancy Foy, Billy Hopkins
- Production : Rebecca Hobbs, Todd Kessler
- Pays d'origine :  États-Unis
- Langue originale : anglais
- Genre : Drame, Romance
- Durée : 93 minutes

## Distribution
- Elisabeth Harnois (VF : Sylvie Jacob) : Natalie Anderson
- Jesse McCartney (VF :  Hervé Grull) : Keith Zetterstrom
- Margo Harshman : Brooke
- Ignacio Serricchio : Raff
- Michael O'Keefe : Al (Alan Asher)
- Michael McGrady : Pete
- Jennifer Grey : Caroline
- Tim Halligan : Le père de Keith